# Kristina Tonteri-Young
Kristina Tonteri-Young (Finlandia; 17 de enero de 1998) es una actriz y bailarina finesa-neozelandesa, más conocida por su papel como Hermana Beatrice en Warrior Nun.

## Biografía
Tonteri-Young nació en Finlandia y se mudó junto a su familia a Nueva York a la edad de seis años. Entre 2009 y 2012 acudió a la Academia estatal de coreografía de Moscú, afiliada al Ballet Bolshói, para continuar con sus estudios de ballet. Allí, actuó en producciones de La fille mal gardée, La bella durmiente y Le Corsaire en el Teatro Bolshói de Moscú y en el Kremlin Ballet. A los 16 años comenzó a interesarse en la interpretación y asistió a algunos cursos de verano de la Real Academia de Arte Dramático. Desde 2016 hasta 2019, Tonteri-Young estudió en la Guildhall School of Music and Drama, donde se graduó en artes dramáticas.

## Filmografía
| Año       | Título                     | Papel            | Notas            |
| --------- | -------------------------- | ---------------- | ---------------- |
| 2020–2022 | Warrior Nun                | Hermana Beatrice | Elenco principal |
| 2020      | A Christmas Gift from Bob  | Bea              |                  |
| 2021      | Outside the Wire           | Corp. Mandy Bale |                  |
| 2021      | Dancing Through the Shadow | Tia Zhang        | Papel principal  |
| TBA       | Love is the Monster        | Blake            | Rodaje           |

## Teatro
| Año  | Título                          | Papel              | Director         |
| ---- | ------------------------------- | ------------------ | ---------------- |
| 2015 | The Crocodile's Gift            | Damura/Jelita      | Geoff Bullen     |
| 2018 | The Last Days of Judas Iscariot | Henrietta Iscariot | Wyn Jones        |
| 2018 | Saturday, Sunday, Monday        | Attilia            | Joseph Blatchley |

## Ballet
| Año  | Ballet              | Lugar                  |
| ---- | ------------------- | ---------------------- |
| 2010 | La fille mal gardée | Teatro Bolshói (Moscú) |
| 2011 | La bella durmiente  | Kremlin Ballet         |
| 2011 | Le Corsaire         | Kremlin Ballet         |